# Варлаков, Олег Евгеньевич
Олег Евгеньевич Варлаков (1972—1996) — старший лейтенант милиции, участник первой чеченской войны, Герой Российской Федерации (1996).

## Биография
Олег Варлаков родился 25 июня 1972 года в городе Янгиюль Ташкентской области Узбекской ССР. Окончил школу, затем в 1993 году — Владикавказское высшее военное командное училище внутренних войск. Командовал взводом в Узбекистане. В 1994 году уволился со службы в Узбекистане и переехал в Екатеринбург, где устроился на работу в органы МВД. Был участковым инспектором милиции, затем командовал взводом, был заместителем командира роты ОМОН УВД Свердловской области. Три раза выезжал в специальные командировки в Чечню.
6 марта 1996 года в Грозном активизировались бандформирования, которые осадили практически все блокпосты. 13-й блокпост вызвал огонь на себя, сумев отогнать тем самым противника. Утром 7 марта, проломив кирпичную стену, БМП с группой милиционеров с этого блокпоста, у которой не работало орудие и не поворачивалась башня, сумела прорваться из осады. Однако двое омоновцев и трое солдат, которые должны были сидеть верхом на броне, исчезли. Как впоследствии выяснилось, водитель БМП принял за условный сигнал к отправлению (удар прикладом по броне) удар в броню осколка снаряда, и уехал без них. Возглавить рейд, целью которого было спасти оставшихся, вызвался старший лейтенант милиции Олег Варлаков. Взяв с собой девять бойцов на двух машинах — БМП и БРДМ — он отправился в рейд. Как только машины оказались в узкой улочке, боевики обстреляли их из нескольких гранатомётов. Последнее, что успел сказать в радиоэфир Варлаков: «„Шторм“», ты слышишь меня, „Шторм“?.. Броня подбита. Ребята ранены, я тоже…» Группа омоновцев отбивалась до последнего, погибнув в полном составе. 9 марта их изувеченные тела были обнаружены и вывезены. Омоновцы и солдаты, на спасение которых отправлялась группа Варлакова, нашлись живыми.  
Варлаков был похоронен  на Краснослободском кладбище Пятигорска.
Указом Президента Российской Федерации № 1329 от 6 сентября 1996 года старший лейтенант милиции Олег Варлаков посмертно был удостоен высокого звания Героя Российской Федерации. Также был награждён медалью «За отвагу».